# Municipio de San Agustín Atenango
El municipio de San Agustín Atenango es uno de los 570 municipios que conforman al estado mexicano de Oaxaca. Pertenece al distrito de Silacayoapam, dentro de la región mixteca. Su cabecera es la localidad homónima.
San Agustín Atenango es un municipio que se encuentra ubicado en la zona noroeste en el estado de Oaxaca (Oax). Pertenece al Distrito de Silacayoapan y en la región conocida como la Mixteca. La distancia aproximada que presenta a la capital del estado es de 243 kilómetros. Territorialmente colinda al norte con el municipio de San Pedro Mártir y Santo Domingo Tonalá, al este están San Andrés Yutatío y Santa María Yucucuiná, al sur con San Francisco Pastlahuaca, finalmente en la zona oeste colinda con el municipio de Huastepec. De acuerdo a lo que indica que mapa general de México, el municipio de San Agustín Atenango se encuentra ubicado entre las coordenadas geográficas 17° 36' latitud norte y entre 98° 01' longitud oeste.
La superficie que delimita a dicho municipio se extiende a 82.93 kilómetros cuadrados. De acuerdo a las elevaciones que hay en su territorio como los cerros de nombre El Zacate, San Mateo el viejo y el Encinal, la altitud promedio del municipio es de 1,280 metros sobre el nivel del mar. De acuerdo a los resultados obtenidos y presentados por el Instituto Nacional de Estadística y Geografía sobre el conteo de población que llevó a cabo en el 2010, el número total de personas que viven en el municipio de San Agustín Atenango es de 1,914.

## Estructura económica
En San Agustín Atenango hay un total de 1221 hogares.
De estos 1321 viviendas, 984 tienen piso de tierra y unos 15 consisten de una sola habitación.
286 de todas las viviendas tienen instalaciones sanitarias, 212 son conectadas al servicio público, 902 tienen acceso a la luz eléctrica.
La estructura económica permite a 508 viviendas tener una computadora, a 901 tener una lavadora y 858 tienen una televisión.

## Educación escolar en San Agustín Atenango
Aparte de que hay 295 analfabetos de 15 y más años, 24 de los jóvenes entre 6 y 14 años no asisten a la escuela.
De la población a partir de los 15 años 289 no tienen ninguna escolaridad, 419 tienen una escolaridad incompleta. 1178 tienen una escolaridad básica y 452 cuentan con una educación post-bósica.
Un total de 44 de la generación de jóvenes entre 15 y 24 años de edad han asistido a la escuela, la mediana escolaridad entre la población es de 4 años.

## Geografía
El municipio abarca 68.59 km² y se encuentra a una altitud promedio de 1300 m s. n. m., oscilando entre 2300 y 1200 m s. n. m.

## Demografía
De acuerdo al último censo, realizado por el INEGI en 2010, en el municipio habitan 1914 personas, repartidas entre 8 localidades.